# 貝德奧高地
貝德奧高地（英語：Bedout High）又譯比多島隆起，位在澳洲西北海岸外約250公里，界於甘寧盆地（Canning basin）與羅巴克盆地（Roebuck basin）之間。這個隆起的海底地形，由海底盆地環繞者，直徑約30公里。在70年代與80年代，當地曾先後有兩次石油探勘工作（Bedout-1、Lagrange-1）。

## 撞擊隕石坑？
在1996年，澳洲地質學家John Gorter根據反射地震學測量結果，提出貝德奧高地可能是個撞擊事件留下的大型隕石坑，原始直徑約250公里，隕石坑後被沉積物掩埋；John Gorter另根據Lagrange-1探勘工作挖出的火成岩，估計貝德奧高地的形成年代接近二疊紀末期。加州大學聖塔巴巴拉分校的地質化學家盧安·貝克（Luann Becker）等人提出進一步的理論，宣稱探勘工作挖出的岩石是角礫岩，而只有撞擊事件才能形成其中的熔融結晶；貝克等人並估計這些岩石的年代為2億5010萬年前（誤差值為±450萬年）。新測定的年代與二疊紀-三疊紀滅絕事件的年代相當接近，貝克等人推論貝德奧高地的撞擊事件造成該次滅絕事件。鉻同位素也證實該岩石帶有外太空物質。

## 反對意見
並非所有的撞擊地質學家，都同意貝德奧高地是撞擊事件造成的隕石坑，包含以下反對意見：
1. 被認為是撞擊事件熔融形成的角礫岩岩石，也具有火成玄武岩的特徵。被誤認的結晶構造，可能是與海水接觸、以及被上層沉積物積壓所造成的變形[5][6]。
2. 如此大型的隕石坑，應會有分布廣泛的噴出物質。但在澳洲的二疊紀/三疊紀交界地層，沒有發現撞擊產生的噴出物質[7]。
3. 該撞擊理論的證據，在方法上有瑕疵。例如貝德奧高地並沒有類似希克蘇魯伯隕石坑的環狀重力圖[8]。
4. 根據更詳細的地質物理學重新檢驗，貝德奧高地可能是板塊運動造成的隆起地形，而非大型撞擊造成的隕石坑[9]。

## 外部連結
- （英文）二疊紀末滅絕事件的新證據：澳洲西部外海的隕石坑？ (附貝德奧高地位置圖、岩石結構圖) （页面存档备份，存于）
- （英文）貝德奧高地的現今位置